# Bozsik Yvette
Bozsik Yvette (teljes nevén Bozsik Yvette Vivina) (Szolnok, 1968. augusztus 11. –) Kossuth-díjas magyar balettművész, koreográfus, rendező, érdemes művész, egyetemi tanár. A Halhatatlanok Társulatának örökös tagja.

## Életpályája
16 éves balettnövendékként elkezdett független avantgárd produkciókat készíteni. 1984-ben Árvai György képzőművésszel megalakították a Természetes Vészek Kollektívát, számos olyan szólóelőadást hozva létre, amely akkoriban újszerűnek és döbbenetesnek hatott. Nemzetközi viszonylatban nagy felfedezésnek számítottak, és beutazták a világot.
1988-ban az Állami Balettintézetben balettművész-diplomát szerzett, 1992-ig a Budapesti Operettszínház táncművésze volt. 1992-ben önálló alkotói útra lépett, Imre Zoltán hívására számos koreográfiát készített a Szegedi Balett számára, majd 1993-ban leszerződött a Katona József Színházhoz koreográfusként, azóta számos előadást rendezett is.
1993-ban hozta létre saját társulatát a kortárs tánc elfogadtatására, népszerűsítésére és új utak keresésére. Az elmúlt közel 30 év alatt a társulat rendszeres tréningeken és a műhelymunkákban folyamatosan fejlesztette a táncosok technikai és szakmabeli jártasságát, sokféle tánc- és színházi stílusban. Így a markáns arculat mellett kialakított egy sajátságos profilt és repertoárt. Előadásaik több generációhoz szólnak, jellemzőjük a műfaji sokszínűség és innováció igénye. A humor, az önirónia és társadalomkritika szervesen kapcsolódik a rendezések és koreográfiák játékosságához és nyitottságához.
A Bozsik Yvette Társulat szem előtt tartja azt a brooki gondolatot, hogy a kortárs tánc és a kortárs színház nem csak egy bizonyos rétegnek szól, egyféleképpen előadva. A műfaji sokszínűség és mobilitás a társulat állandó szakmai célkitűzése. Programjaik közül kiemelten fontosnak tartják a gyerekeknek szóló táncszínházat, valamint a hátrányos helyzetben élő alkotók integrálását a művészet által. Repertoárjuk a látványos táncszínházi produkcióktól kezdve az önéletrajzi ihletettségű komédián, a mozgássérültekkel és vakokkal készített közös táncelőadásokon át a gyermek- és csecsemőszínházig terjed.
Rendszeresen fellépnek Budapesten a Nemzeti Táncszínház játszóhelyein, a Müpában, láthatók a Thália Színházban, a Nemzeti Színházban és az Operettszínházban. Jelen vannak a fontosabb tánc- és színházi fesztiválokon, gyakran tesznek eleget meghívásoknak az ország vidéki városaiban, településein is. Csecsemőszínházi- és gyerekelőadásaikkal rendszeresen fellépnek fővárosi és vidéki művelődési házakban, óvodákban. Külföldi vendégszerepléseik során megközelítőleg húsz országban léptek fel Hongkongtól New York-ig, Párizstól Londonig. A Bozsik Yvette Társulat mára hazánk egyik kiemelt táncszínházi társulata, 2018-ban ünnepelte megalakulásának 25. évfordulóját.
Bozsik Yvette 2000-től a Magyar Táncművészeti Főiskola meghívott tanára, 2003–2007 között a Magyar Táncművészeti Főiskola koreográfus szakán oktatott, majd 2008 óta a Magyar Táncművészeti Főiskola docense és koreográfiai tanszékvezetője.
A köztársasági elnök 450/2015. (XI. 6.) KE határozatával Bozsik Yvette Vivinát 2015. november 15. napjával egyetemi tanárrá nevezte ki. 2016–2018 között a kaposvári Csiky Gergely Színház művészeti tanácsadója volt. 2009-től a Magyar Táncművészeti Egyetem Koreográfusképző Tanszék vezetője, egyetemi tanára.
1998-ban Hevesi Sándor-díjat, 2001-ben érdemes művész címet kapott, 2005-ben a Magyar Köztársasági Érdemrend tisztikeresztjét, 2006-ban pedig megkapta a Kossuth-díjat.

### Családja
Édesanyja Cseh Éva rádiótudósító és szerkesztő (†2025).
Iványi Marcellel való kapcsolatából két fiúgyermeke van.

## Koreográfiák
- 1992. Kis női szalon – Szegedi Balett
- 1992. Várakozás (Joseph K. Szerelmei) – Szegedi Balett
- 1993. A villik – Szegedi Balett
- 1993. Az estély – Bozsik Yvette Társulat, Kamra
- 1994. Hungarian rock – Közép-Európa Táncszínház
- 1994. Az Úrnő – Bozsik Yvette Társulat, Kamra
- 1995. Bartók-est (A csodálatos mandarin, Két portré) – Bozsik Yvette Társulat, Katona József Színház
- 1995. Sárga tapéta – Bozsik Yvette Társulat, Petőfi Csarnok
- 1996. Lakodalom – Közép-Európa Táncszínház
- 1996. Emi – Bozsik Yvette Társulat (szóló), Műcsarnok
- 1996. Xtabay – Bozsik Yvette Társulat, Petőfi Csarnok
- 1997. Trois Hommages (In memoriam Isadora Duncan; Honour to Martha; Hommage á Mary Wigman) – Bozsik Yvette Társulat, Katona József
- 1997. Egy faun délutánja – Bozsik Yvette Társulat, Katona József Színház
- 1999. Sztravinszkij-est (Tavaszi áldozat; Most ősz van...) – Bozsik Yvette Társulat, Katona József Színház
- 2000. Holtodiglan – Bozsik Yvette Társulat, Trafó – Kortárs Művészetek Háza
- 2000. Ito és Szajuri – Bozsik Yvette és Frenák Pál, Trafó
- 2002. A fény látnoknője – Bozsik Yvette Társulat, Millenáris Park
- 2003. Bacchanália – Bozsik Yvette Társulat, Kamra
- 2003. Csoportterápia – Bozsik Yvette Társulat, Trafó
- 2004. Táncterápia – Bozsik Yvette Társulat, Trafó
- 2004. Bál, avagy a táncos mulatság – Bozsik Yvette Társulat, Nemzeti Táncszínház
- 2005. Tüzes Angyal – Bozsik Yvette Társulat, Trafó
- 2005. Létramesék – Bozsik Yvette Társulat, Nemzeti Táncszínház
- 2005. Négy évszak – Bozsik Yvette Társulat, Kolibri Színház
- 2006. Miss Julie – Bozsik Yvette Társulat, Trafó
- 2006. A varázsfuvola – Nemzeti Táncszínház és Bozsik Yvette Társulat, Művészetek Palotája
- 2007. Varázscirkusz – Nemzeti Táncszínház és Bozsik Yvette Társulat, Művészetek Palotája
- 2008. Lélektánc – Tavaszi Fesztivál és Bozsik Yvette Társulat, Millenáris Teátrum
- 2008. Menyegző – Magyar Állami Operaház
- 2008. Traviata – Nemzeti Táncszínház és Bozsik Yvette Társulat
- 2009. Halál és a lányka – Nemzeti Táncszínház és Bozsik Yvette Társulat, Művészetek Palotája
- 2010. Péter és a farkas – Nemzeti Táncszínház és Bozsik Yvette Társulat
- 2011. Stravinsky-est - Művészetek Palotája
- 2011. Bál, avagy a táncos mulatság (felújítás) - Nemzeti Táncszínház
- 2012. Az Ezeregyéjszaka virágai - Nemzeti Táncszínház
- 2012. Orfeusz és Euridiké - Művészetek Palotája
- 2013. Bolero / Tavaszi áldozat - Nemzeti Táncszínház
- 2013. Préda - Nemzeti Táncszínház
- 2014. Antigoné - Művészetek Palotája
- 2015. Csizmás kandúr - Nemzeti Táncszínház
- 2015. A hattyúk tava - Pécsi Balett
- 2016. Oidipusz - Művészetek Palotája
- 2017. Pinokkió - Művészetek Palotája
- 2017. Kodály-Ligeti-est - Művészetek Palotája
- 2018. Csipkerózsika - Pécsi balett
- 2018. Bogarak - Csiky Gergely Színház, Kaposvár / Nemzeti Táncszínház
- 2019. Nyaralás - Nemzeti Táncszínház
- 2019. Csárdáskirálynő - Budapesti Operettszínház
- 2020. Magyar népmesék - Nemzeti Táncszínház, MÜPA
- 2021. Bohóc kerestetik – Nemzeti Táncszínház
- 2022. Tayos – Nemzeti Táncszínház
- 2023. Európa Kulturális Fővárosa nyitóesemény – Veszprém
- 2024. Körforgás – Nemzeti Táncszínház

## Rendezések
- 1998. Kabaré – Kamra
- 2000. János vitéz – Katona József Színház
- 2001. Dadaisták – Kamra
- 2002. Rómeó és Júlia – Trafó – Kortárs Művészetek Háza (társrendező: Vajdai Vilmos)
- 2002. A Vagina Monológok – Thália Színház
- 2002. Állatfarm – Katona József Színház
- 2004. Commedia dell’Arte – Kamra
- 2006. Turandot-közfürdő – Kamra
- 2007. Playground – Katona József Színház és Bozsik Yvette Társulat
- 2009. Lány, kertben – Katona József Színház és Bozsik Yvette Társulat, Kamra
- 2009. Gyermekjátékok – Kolibri Színház és Bozsik Yvette Társulat
- 2010. Újravágva – Trafó
- 2010. Pöttyös Panni az iskolában – Budapest Őszi Fesztivál, Thália Színház
- 2010. Cabaret - Centrál Színház
- 2012. Az Ezeregyéjszaka legszebb meséi - Nemzeti Táncszínház
- 2013. Minden ötödik órában - Átrium Film-Színház (Orlai Produkció)
- 2013. Chicago - Centrál Színház
- 2014. Rozsda lovag és a kísértet - Thália Színház
- 2014. Csillagokkal táncoló Kojot - Nemzeti Táncszínház
- 2014. Bál a Savoyban - Csiky Gergely Színház, Kaposvár
- 2015. Éden földön - Nemzeti Színház
- 2015. Jézus Krisztus szupersztár - Csiky Gergely Színház, Kaposvár
- 2016. Rozsda lovag és Fránya Frida - Karinthy Színház
- 2016. Kabaré - elvágyódás két részben - Nemzeti Színház
- 2016. Kőműves Kelemen - Csiky Gergely Színház, Kaposvár
- 2017. Az Úr komédiásai - Nemzeti Színház
- 2017. Cabaret - Csiky Gergely Színház, Kaposvár
- 2018. Pogánytánc - Nemzeti Színház
- 2018. Chicago - Csiky Gergely Színház, Kaposvár
- 2019. János vitéz - Operettszínház
- 2020. Magyar népmesék - Nemzeti Táncszínház, MÜPA
- 2020. Marica grófnő - Budapesti Operettszínház
- 2021. Hegedűs a háztetőn - Budapesti Operettszínház
- 2021. Rozsda Lovag és Fránya Frida - Budapesti Operettszínház
- 2021. Bohóc kerestetik - Bozsik Yvette Társulata
- 2022. Bohémélet - Pécsi Nemzeti Színház
- 2022. Kristályvilág – Körmendi Színház
- 2022. Zorba - Pécsi Nemzeti Színház
- 2023. Médeia - Pécsi Nemzeti Színház
- 2023. Rozsda lovag és a kísértet - Pécsi Nemzeti Színház
- 2023. Az Orfeum mágusa - Budapesti Operettszínház
- 2023. Valahol Európában - Győri Nemzeti Színház
- 2024. Hamupipőke - Budapesti Operettszínház

### Külföldi vendégrendezések
- 2006. Dulceamar – Constanta-i Nemzeti Színház, Románia
- 2007. Bál, avagy táncos mulatság – Bukaresti ”Ion Dacian” Operettszínház, Románia
- 2009. Játszótér – Gyergyószentmiklósi Figura Stúdió Színház, Románia
- 2010. Bál, avagy táncos mulatság – Iasi Állami Operaház, Románia
- 2010. Dulceamar – Bukaresti Nottara Színház, Románia
- 2011. Az óra, amikor semmit nem tudtunk egymásról – Figura Stúdió Színház, Gyergyószentmiklós, Románia

## Filmek
- 1983. Tizenhat város tizenhat leánya
- 1984. Én táncolnék veled
- 1994. Caligula (női főszerep)
- 2000. Vakvagányok (főszerep és koreográfia)
- 2000. 	A csodálatos mandarin (főszerep és koreográfia)
- 2000-2005. Eksztázis (rendező)
- 2003.	Bozsik Yvette (dokumentum-portré)
- 2007.	Nutcracker (koreográfus asszisztens)
- 2019. A papucsszaggató királykisasszonyok (rendező, koreográfus)
- 2014. Lélektáncosok, avagy 30 éves a Bozsik Yvette Társulat - portréfilm (főszereplő, író, producer)

## Közös munkák más alkotókkal
- 1988 	Duett Hervé Diasnas-al Budapesten és Párizsban
- 1990 	Közös produkció Da Motus-sal (Svájc) a Belluard fesztiválra, Fribourg
- 1992	André Chenier című opera koreográfiája a Szegedi Nemzeti Színházban
- 1992 	Meeting – duett Robin Blackledge-dzsel (UK) Liverpool-ban és Budapesten
- 1993	My Fair Lady című musical koreográfiája a Szegedi Nemzeti Színházban
- 1993 	Koreográfus rezidens Angers-ben – CNDC – Pepinier Residency
- 1994 	Bartók Béla Fából faragott királyfi című művének koreográfiája Halász Péterrel, Fischer Ivánnal és a Fesztivál Zenekarral a Zeneakadémián, Budapesten és Münchenben
- 1994 	Mesterkurzus a Kingston University-n, UK
- 1995 	Medea koreográfiája és címszerepe Koppenhágában a Theatre Dance Lab produkció keretében Diamanda Gallas-al
- 1995 	Sárga tapéta című közös produkció Sacha Hails angol színésznővel, Budapest, Edinburgh
- 1996 	Tánc- és Színházi Fesztivál, Göteborg, mesterkurzus
- 1998 	Kirkcudbright Arts Festival, Skócia, műhelymunka
- 1998 	Együttműködés Fabienne Berger-rel (Svájc) az Őszi Fesztiválra a Trafóban
- 2000	Nosferatu org című produkció Halász Péterrel a Trafóban
- 2000 	Eksztázis címmel Novák Erikkel közös tánc és kép kiállítás a Műcsarnokban
- 2002 	Mesterkurzus és műhelymunka az Edinburgh-i Dancebase iskolában
- 2002 	Mozart Idomeneo című operájának koreográfiája az Opera Garnier-ben Fischer Iván rendezésében, Párizs
- 2004 	Közös produkció a Derevo Társulattal Purple címmel a Városligetben
- 2005	Carmen opera koreográfiája a Szegedi Nemzeti Színházban
- 2005	Nine című musical koreográfiája a Békéscsabai Jókai Színházban
- 2005 	Négy évszak – csecsemőszínház – Glitterbird (európai uniós produkció), Budapest, Oslo, Párizs
- 2006 	Workshop Tallinnban, Észtország
- 2006 	Közös műhelymunka a DEREVO Társulattal Levity & Gravity címmel a Merlin Színházban
- 2008 	Workshop Londonban, Rose Bruford College
- 2011	Bolero Fischer Ivánnal és a Budapest Fesztiválzenekarral – Pécs, Budapest
- 2013	Johanna a máglyán (koreográfia Vidnyánszky Attila rendezéséhez) – Nemzeti Színház
- 2014	Pokoli bál (koreográfia Anton Adasinsky rendezéséhez) – Művészetek Palotája
- 2014	A csodálatos mandarin a Budafoki Dohnányi Zenekarral – Művészetek Palotája
- 2015	Pulcinella balett (Stravinsky-maraton a BFZ-vel) – Művészetek Palotája
- 2018	Az ember tragédiája (koreográfia Vidnyánszky Attila rendezéséhez) – Nemzeti Színház
- 2019	Seherezádé - a Budafoki Dohnányi Zenekarral – MÜPA
- 2019	Csárdáskirálynő - koreográfia Vidnyánszky Attila rendezéséhez – Operettszínház

## Fontosabb külföldi fellépések a Bozsik Yvette Társulattal
- Edinburgh Festival, Skócia (1994, 1995, 1996, 1997, 2002)
- Hampstead Theatre, London, Anglia (1993)
- Budapest - Bécs Fesztivál, Ausztria (1994)
- Budapest - Koppenhága Fesztivál, Dánia (1994)
- Mayfest, Glasgow, Skócia (1995)
- Lausanne Festival, Svájc (1995)
- Moszkvai Nemzetközi Táncfesztivál, Oroszország (1995)
- Bolzano Festival, Olaszország (1995)
- Nemzetközi Színházi Fesztivál, Torun, Lengyelország (1996)
- Tanzfest, Berlin, Németország (1996)
- Festival Solos et Duos, Seine-Saint-Denis, Franciaország (1996)
- Göteborgi Színházi és Táncfesztivál, Svédország (1996)
- Theatre of Nations Festival, Szöul, Dél-Korea (1997)
- Dance Theatre Workshop, New York, Egyesült Államok (1998)
- Mittelfest, Cividale del Friuli, Olaszország (1998)
- Jéna, Németország (1998, 1999)
- München, Németország (1999)
- Berlin, Németország (1999)
- Kirkcudbright Arts Festival, Skócia (1998)
- Sitges, Spanyolország (1999)
- Prága, Csehország (1999)
- Moutier, Neuchatel, Genf, Svájc (2000)
- Lausanne Festival, Franciaország (2000)
- New York, Egyesült Államok (2000)
- Bologna, Olaszország (2001)
- Divan du Monde, Párizs, Franciaország (2001)
- Apritiscena Festival, Crema, Olaszország (2001)
- Le Fresnoy, Tourcoing, Franciaország (2001)
- Studio-S, Pozsony, Szlovákia (2002)
- Figura Fesztivál, Gyergyószentmiklós, Temesvár, Románia (2002)
- Figura Fesztivál, Székelyudvarhely, Sepsiszentgyörgy, Gyergyószentmiklós, Románia (2003)
- EU-csatlakozás, Brüsszel, Belgium (2004)
- Teatro Carignano, Torino, Olaszország (2004)
- Figura Fesztivál, Románia (2004)
- Párizs, Creil, Franciaország (2005)
- Jõhvi, Tartu, Tallinn, Észtország (2006)
- dance.movement.theater Fesztivál, Gyergyószentmiklós, Románia (2006)
- Glitterbird Project - Magyar Intézet, Párizs, Franciaország (2006)
- Köln, Németország (2007)
- „Ion Dacian” Teatr Opereta - Bukarest, Románia (2007)
- InterCity Festival, Firenze, Olaszország (2007)
- TANZherbst Fesztivál - Drezda, Németország (2007)
- dance.movement.theater Fesztivál, Gyergyószentmiklós, Románia (2007)
- Kinder Festival - Lutzmansbrug, Ausztria (2008)
- dance.movement.theater Fesztivál, Gyergyószentmiklós, Románia (2008)
- Kinder Festival - Lutzmansbrug, Ausztria (2009)
- dance.movement.theater Fesztivál, Gyergyószentmiklós, Románia (2010)
- Treff Festival, Tallinn, Észtország (2010)
- Magyar Intézet, Párizs, Franciaország (2010)
- Solent Southampton University, Anglia (2011)
- dance.movement.theater Fesztivál, Gyergyószentmiklós, Románia (2012)
- Nemzetközi Gyerekszínházi Fesztivál, Banská Bystrica, Szlovákia (2012)
- Nemzetközi Bábfesztivál, Baku, Azerbajdzsán (2013)
- Drezden Tanzwoche, Németország (2014)
- Szentpétervár, Oroszország (2014)
- Milánó, Olaszország (2015)
- Kassa, Szlovákia (2017)
- Nagyvárad, Románia (2019)
- Isztambul, Törökország (2024)

## Díjak, elismerések
- Nemzetközi Kritikusok Díja, Edinburgh Festival – Az estély (1993)
- Legjobb Táncprodukció Díja – Scotland on Sunday című újság (1993)
- Színházi Különdíj – The Independent című újság (1993)
- Harangozó Gyula-díj (1994)
- Nemzetközi Kritikusok Díja, Edinburgh Festival – Várakozás (1995)
- Angel Award for Excellence Díj – The Herald című újság (1995)
- Nemzetközi Kritikusok Díja, Edinburgh Festival – Várakozás (1996)
- Toruni Színházi Fesztivál különdíja, Sárga Tapéta (1996)
- Legjobb Látvány Díja, Edinburgh Festival – Hommage á Mary Wigman (1997)
- Hevesi Sándor-díj (1998)
- Cosmopolitan-díj – Az év legjobb táncosa (2000)
- Érdemes művész (2001)
- Budapestért díj (2001)
- Imre Zoltán-díj (2002)
- Legjobb Előadás Díja, Veszprémi Fesztivál – Egy faun délutánja (2002)
- Legjobb Női Alakítás Díja – Vakvagányok című filmben / Filmfesztivál, Bulgária (2002)
- Fringe First Díj, Edinburgh Fesztivál – Holtodiglan (2002)
- Vastaps Alapítvány különdíja, Dadaisták (2002)
- Művészeti és Irodalmi Lovagrend Tagja – Francia Kulturális és Kommunikációs Minisztérium (2003)
- A Magyar Köztársasági Érdemrend tisztikeresztje (2005)
- Capitano-díj a legjobb rendezésért – Nyíregyháza/Vidor Fesztivál (2005)
- Kossuth-díj (2006)
- Pro Meritis – Veszprém város díja (2006)
- Lábán Rudolf-díj (2009)
- IX. Nemzetiségi színházi kollokvium, Gyergyószentmiklós – a zsűri különdíja (Az óra, amikor semmit nem tudtunk egymásról) (2011)
- Színikritikusok díja A legjobb zenés szórakoztató előadás (Cabaret, Centrál Színház) (2011)
- 19. Atelier Nemzetközi Színházi Fesztivál – a legjobb koreográfus, és a zsűri különdíja (2011)
- Vámos László-díj (2011)
- A békéscsabai XVIII. Magyar Drámaíró Verseny legjobb rendezője (Donorszívek, avagy ilyen ez a popszakma) (2013)
- Színikritikusok díja – A legjobb zenés szórakoztató előadás (Chicago) (2014)
- A TÁNC Fesztiválja Díj Bozsik Yvette-nek Stravinsky Tavaszi áldozatának újrafogalmazásáért (2015)
- Magyar Táncművészek Szövetsége "Az évad legjobb alkotója" díja (2015)
- Az Ifj. Nagy Zoltán Alapítvány "A nagy alakításért" díja (2015)
- A Tánc Fesztiválja Összművészeti fődíja az Oidipusz c. előadásért (2016)
- Magyar Táncművészek Szövetsége – „Az évad legjobb alkotója” díj (2018)
- XXII. kerület – A hónap művésze (2020)
- Örökös tag a Halhatatlanok Társulatában (2022)[11]

## Kapcsolódó szócikk
- Táncterápia